# Solidago villosicarpa
Solidago villosicarpa là một loài thực vật có hoa trong họ Cúc. Loài này được LeBlond mô tả khoa học đầu tiên năm 2000.